# Битва при Рошсервьере
Битва при Рошсервьере (фр. Bataille de Rocheservière) — сражение, произошедшее в период Ста дней, 19-20 июня 1815 года (то есть, после битвы при Ватерлоо, состоявшейся 18 июня) в регионе Вандея на западе Франции между наполеоновскими войсками и вандейскими повстанцами-роялистами, сторонниками короля Людовика XVIII.

## Описание

### Предыстория
Инициаторами нового восстания в Вандее стали братья Луи и Огюст де Ларошжаклен, но 5 июня, в бою при Мате, один из них был убит, а второй ранен. Восстание между тем росло, его возглавили хорошо известные в Вандее военачальники Дотишамп и Сюзанне.

### Сражение
Между тем, военачальник Наполеона генерал Ламарк 11 июня покинул Нант и двинулся на поиски основных сил вандейцев. 17 июня Ламарк узнал, что они находятся у Рошсервьера. 19-го Ламарк со своими войсками нашел вандейцев стоящими на хорошо укреплённой позиции и имеющими даже некоторое количество кавалерии. Стычки, происходившие в тот день, закончились ничем.
20 июня разыгралась решительная фаза сражения. Воспользовавшись тем, что войска вандейцев были разделены на три отряда, между которыми имелось по несколько километров расстояния, Ламарк, проведя искусные манёвры, сначала разбил по одному два из них, причём был смертельно ранен Сюзанне, а затем, перейдя вброд реку Булонь, вышел в тыл третьему, возглавляемому Дотишампом, и обратил его в бегство.

### Результаты
В результате, лидеры вандейцев были вынуждены заключить перемирие с правительственными войсками. Однако уже вскоре Наполеон отрёкся от трона вторично, и недавние триумфаторы — генералы Ламарк и Брайе, на некоторое время были вынуждены отправиться в эмиграцию.

## Галерея

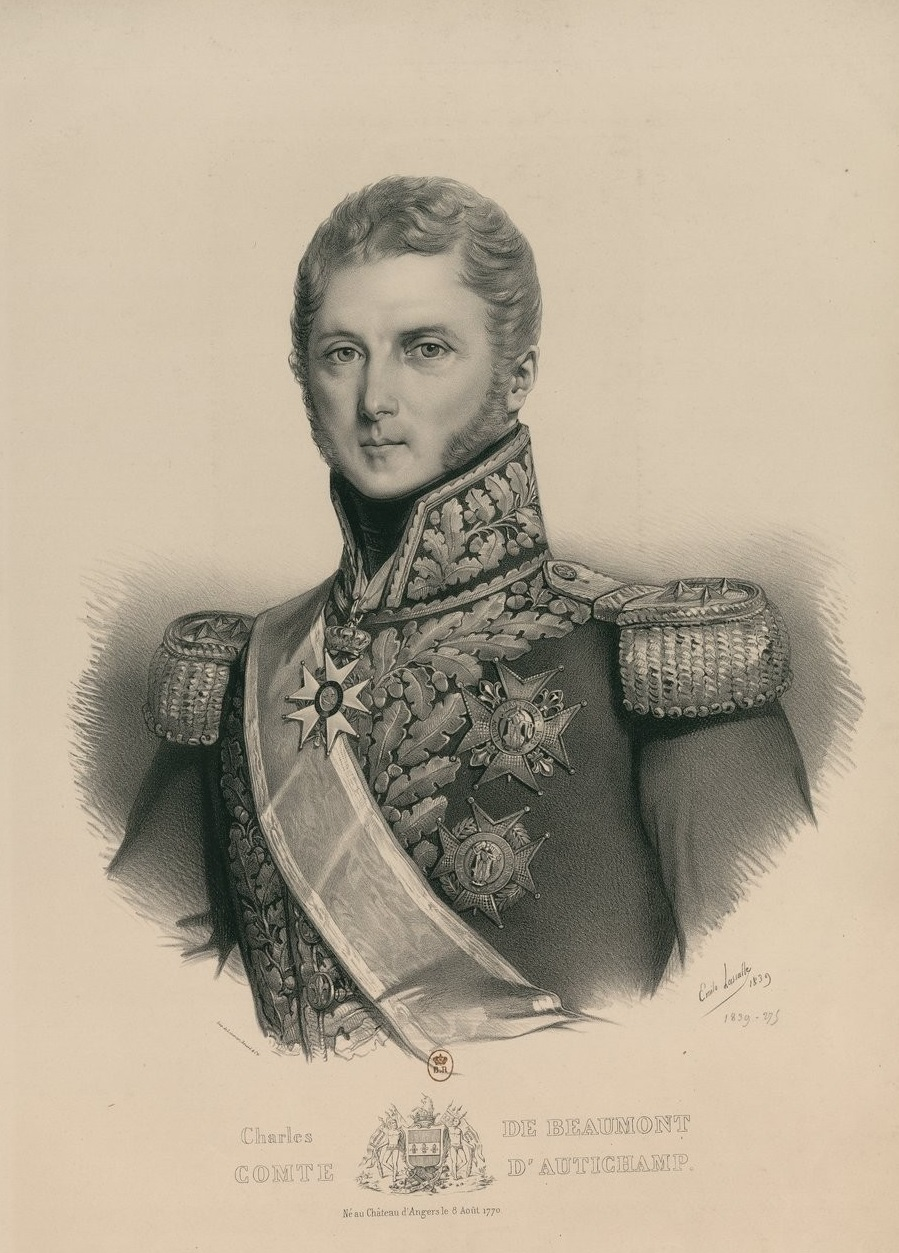
Лидер вандейцев Шарль Мари де Бомон Дотишамп
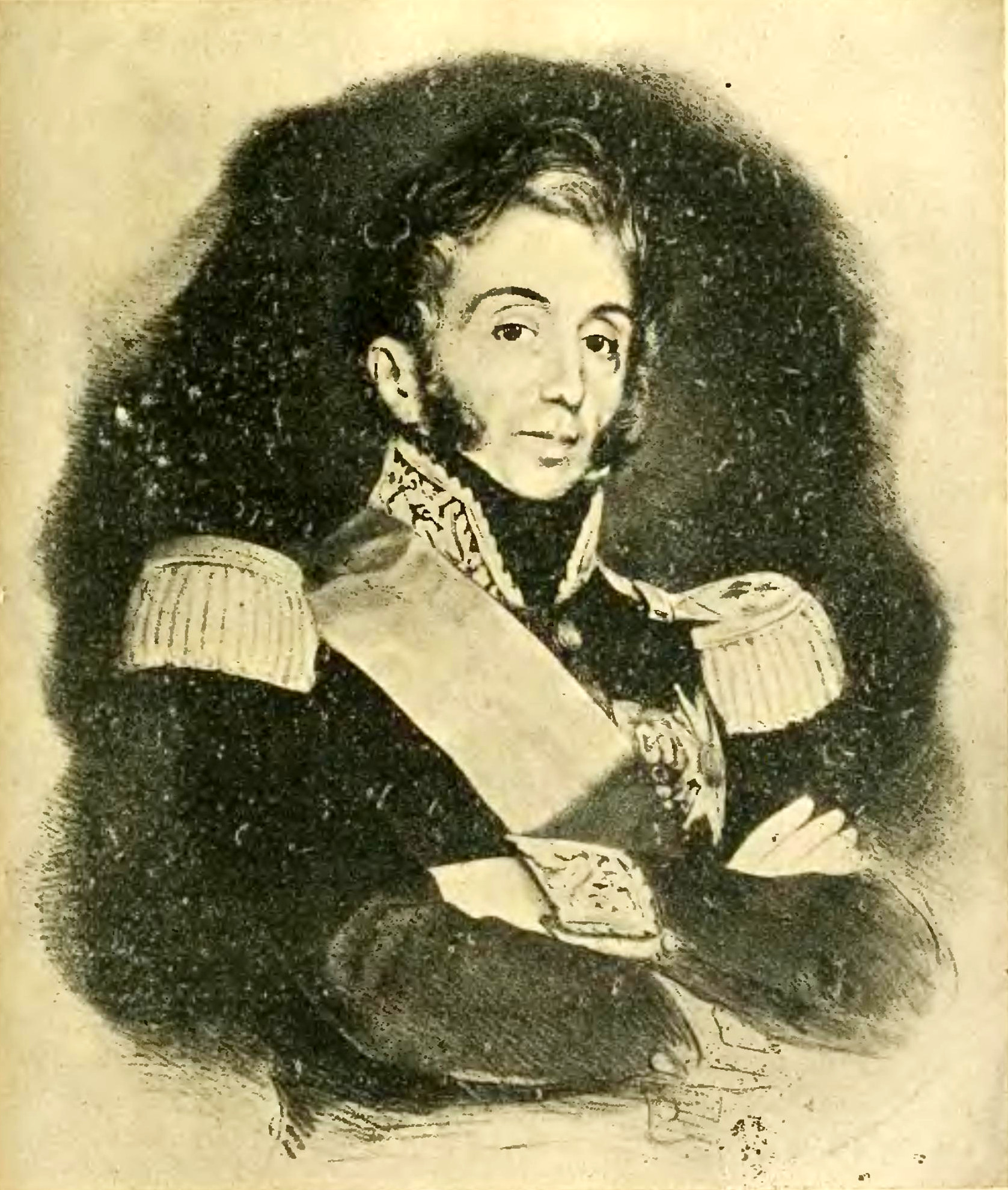
Наполеоновский генерал Максимилиан Ламарк
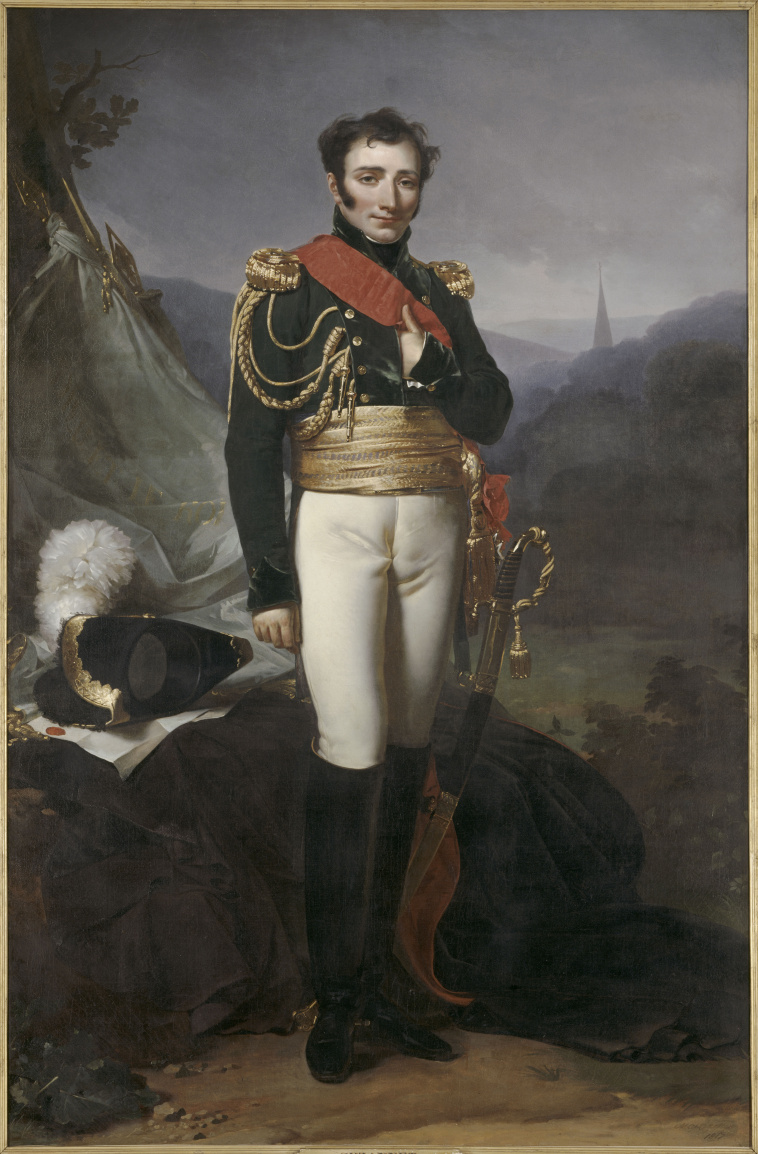
Вандейский военачальник Пьер Сюзанне
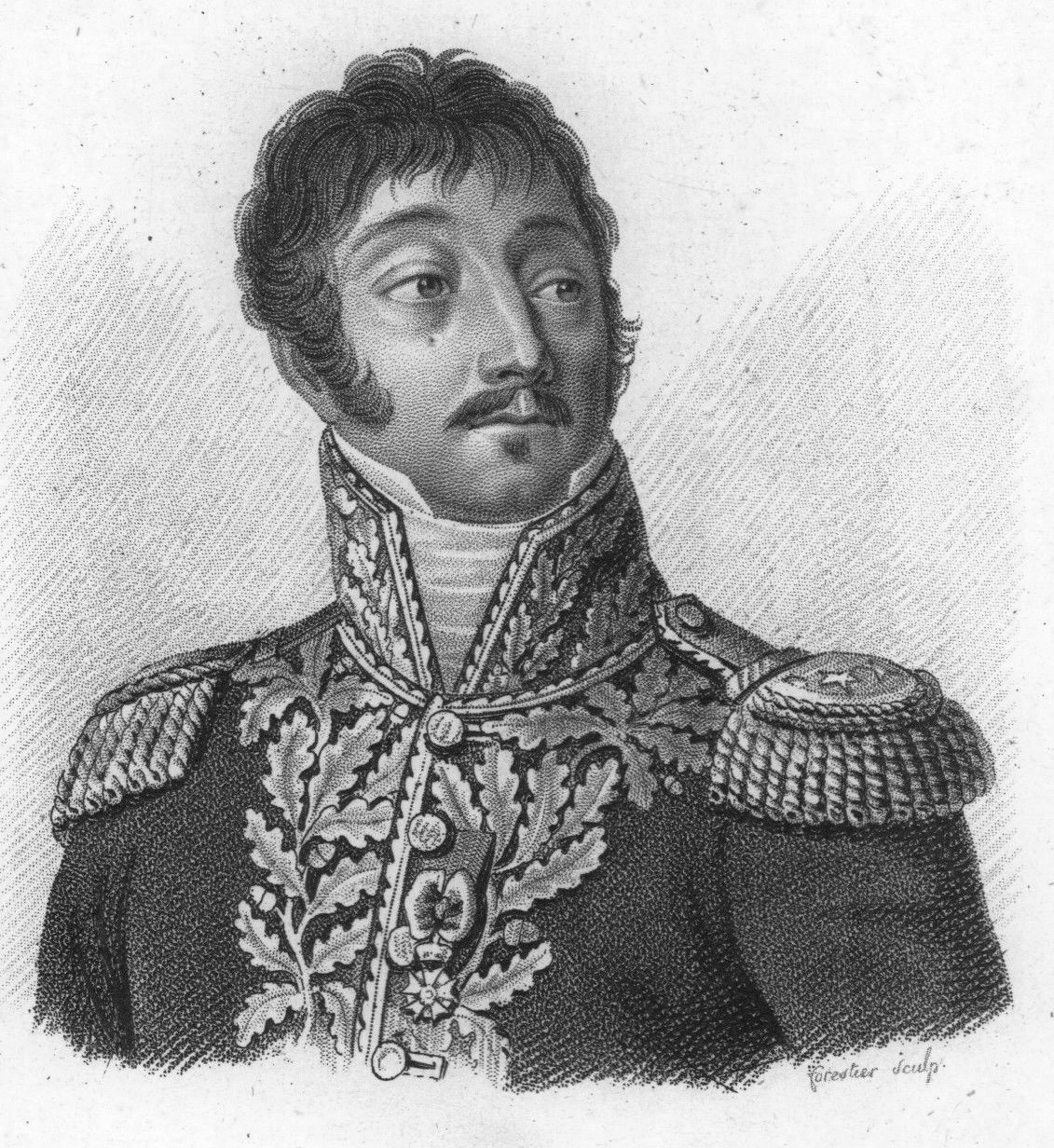
Наполеоновский генерал Мишель Брайе
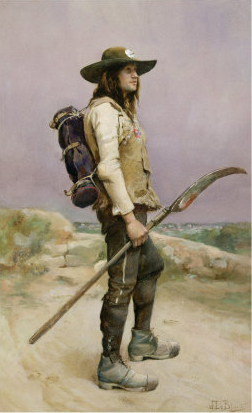
Вандейский повстанец. Художник Жульен Леблан
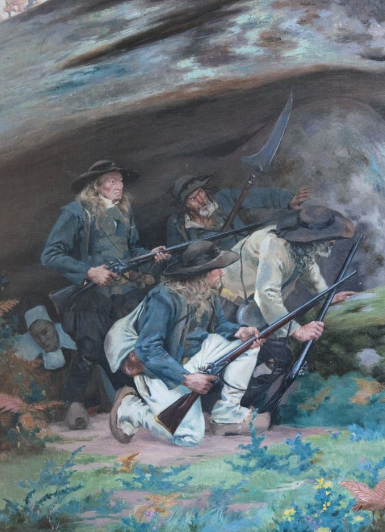
Бретонские шуаны в засаде. Восстание роялистов в 1815 году, как и всегда до этого, имело эпицентром два региона — Вандею и Бретань